# Chown
La instrucció chown permet canviar el propietari del fitxer en sistemes tipus Unix.
Cada fitxer d'Unix té un propietari i un grup, que es corresponen amb l'usuari i el grup de qui el va crear.
L'usuari root pot canviar a qualsevol fitxer el propietari. En alguns sistemes està restringit el canvi de propietaris per mitjà de chown per a usuaris normals per motius de seguretat. En els sistemes que és permès, a més de canviar el propietari, poden alterar altres indicadors de l'arxiu, com el sticky bit.
Sintaxi:
chown nou_usuari fitxer1 [fitxer2 fitxer3 ...]
canvia el propietari de fitxer1 fitxer2, etc. que passarà a ser nou_usuari
chown -R nou_usuari directori
canvia el propietari per tal que passi a ser nou_usuari adirectori, tots els arxius i subdirectoris continguts en ell, canviant-los també de forma recursiva en tots fitxers dels subdirectoris.

## Exemple
Si un arxiu té aquests propietaris:
```
$ ls -l /etc/hosts
-rw-r - r - 1 root root 1.013 octubre 3 13:11 /etc/hosts

```

... i s'executa:
```
chown admin /etc/hosts

```

... el nou propietari de l'arxiu seria admin, tal com es mostra:
```
$ ls -l /etc/hosts
-rw-r - r - 1 admin root 1.013 octubre 3 13:11 /etc/hosts

```

Un altre exemple:
```
chown user1 *

```

... canvia el propietari a tots els fitxers i directoris del directori actual. Tots passaran a pertànyer a l'usuari user1.
```
chown -R user1 *

```

... a més entraria recursivament en tots els subdirectoris descendents i canviaria el propietari a tots els arxius i directoris que hi hagués.
```
chown -R user1:grupX /ABC/DEF

```

En aquest últim s'assigna l'usuari (user1) i el grup (grupX) al directori /ABC/DEF, recursivament.